# This Christmas

This Christmas est un film de Noël comique et dramatique américaine réalisée par Preston J. Whitmore, sortie en 2007

## Synopsis
La famille Whitfield se réunit afin de fêter Noël ensemble. C'est à cette occasion que le fils ainé de la famille va refaire son apparition après 4 ans loin de sa famille. Les secrets seront révélés pendant cette réunion de famille.

## Distribution
- Delroy Lindo : Joe Black
- Loretta Devine : Shirley Ann Whitfield
- Idris Elba : Quentin Whitfield Jr.
- Chris Brown : Michael "Baby" Whitfield
- Columbus Short : Claude Whitfield
- Regina King : Lisa Whitfield-Moore
- Laz Alonso : Malcolm Moore
- Sharon Leal : Kelli Whitfield
- Mekhi Phifer : Gerald
- Lauren London : Melanie Whitfield
- Ricky Harris : Cousin Fred Whitfield
- Keith Robinson : Devan Brooks
- Jessica Stroup : Sandi Whitfield
- Lupe Ontiveros : Rosie
- David Banner : Mo
- Ronnie Warner : Dude